# Erol Keskin
Erol Keskin (ur. 2 marca 1927 w Stambule, zm. 1 października 2016) – piłkarz turecki grający na pozycji napastnika. W swojej karierze rozegrał 16 meczów w reprezentacji Turcji i strzelił w nich 2 gole.

## Kariera klubowa
Karierę piłkarską Keskin rozpoczął w klubie Fenerbahçe SK ze Stambułu. W latach 1945–1951 grał w nim w rozgrywkach Istanbul Lig. W latach 1947 i 1948 wygrał z Fenerbahçe te rozgrywki. Zdobył także Başbakanlık Kupası w latach 1946 i 1950. W 1951 roku odszedł do klubu Adalet Spor Kulübü. Występował w nim do końca swojej kariery, czyli do 1958 roku.

## Kariera reprezentacyjna
W reprezentacji Turcji Keskin zadebiutował 23 kwietnia 1948 w wygranym 3:1 towarzyskim meczu z Grecją. W tym samym roku zagrał z kadrą narodową na igrzyskach olimpijskich w Londynie. W 1954 roku został powołany do kadry na mistrzostwa świata w Szwajcarii. Rozegrał na nich trzy mecze: z RFN (1:4), z Koreą Południową (7:0 i gol) i ponownie z RFN (2:7). Od 1948 do 1954 roku rozegrał w kadrze narodowej 16 meczów, w których strzelił 2 gole.
| Mecze i gole w reprezentacji | Mecze i gole w reprezentacji | Mecze i gole w reprezentacji | Mecze i gole w reprezentacji | Mecze i gole w reprezentacji | Mecze i gole w reprezentacji | Mecze i gole w reprezentacji              |
| #                            | Data                         | Stadion                      | Rywal                        | Wynik                        | Gol                          | Rozgrywki                                 |
| 1948                         | 1948                         | 1948                         | 1948                         | 1948                         | 1948                         | 1948                                      |
| ---------------------------- | ---------------------------- | ---------------------------- | ---------------------------- | ---------------------------- | ---------------------------- | ----------------------------------------- |
| 1.                           | 23.04.1948                   | Ateny, Grecja                | Grecja                       | 3:1                          | 0                            | towarzyski                                |
| 2.                           | 02.08.1948                   | Londyn, Anglia               | Chiny                        | 4:0                          | 0                            | IO 1948                                   |
| 3.                           | 05.08.1948                   | Londyn, Anglia               | Jugosławia                   | 1:3                          | 0                            | IO 1948                                   |
| 1949                         |                              |                              |                              |                              |                              |                                           |
| 4.                           | 20.03.1949                   | Wiedeń, Austria              | Austria                      | 0:1                          | 0                            | towarzyski                                |
| 5.                           | 13.05.1949                   | Ateny, Grecja                | Królestwo Egiptu             | 3:2                          | 0                            | Eastern Mediterranean Friendship Cup 1947 |
| 6.                           | 16.05.1949                   | Ateny, Grecja                | Grecja                       | 2:1                          | 0                            | Eastern Mediterranean Friendship Cup 1947 |
| 7.                           | 20.11.1949                   | Ankara, Turcja               | Syria                        | 7:0                          | 1                            | el. MŚ 1950                               |
| 1950                         |                              |                              |                              |                              |                              |                                           |
| 8.                           | 28.05.1950                   | Wiedeń, Austria              | Persja                       | 6:1                          | 0                            | towarzyski                                |
| 9.                           | 03.12.1950                   | Wiedeń, Austria              | Izrael                       | 3:2                          | 0                            | towarzyski                                |
| 1951                         |                              |                              |                              |                              |                              |                                           |
| 10.                          | 10.06.1951                   | Wiedeń, Austria              | Szwecja                      | 1:3                          | 0                            | towarzyski                                |
| 11.                          | 17.06.1951                   | Berlin, Niemcy               | RFN                          | 1:2                          | 0                            | towarzyski                                |
| 12.                          | 14.11.1951                   | Stambuł, Turcja              | Szwecja                      | 1:0                          | 0                            | towarzyski                                |
| 13.                          | 21.11.1951                   | Stambuł, Turcja              | RFN                          | 0:2                          | 0                            | towarzyski                                |
| 1954                         |                              |                              |                              |                              |                              |                                           |
| 14.                          | 17.06.1954                   | Berno, Szwajcaria            | RFN                          | 1:4                          | 0                            | MŚ 1954                                   |
| 15.                          | 20.06.1954                   | Genewa, Szwajcaria           | Korea Południowa             | 7:0                          | 1                            | MŚ 1954                                   |
| 16.                          | 23.06.1954                   | Zurych, Szwajcaria           | RFN                          | 2:7                          | 0                            | MŚ 1954                                   |